# Martin Krumschnabel
Martin Krumschnabel (* 26. März 1962 in Kufstein) ist ein österreichischer Politiker („Die Parteifreien“). Seit 2010 ist er Bürgermeister von Kufstein.

## Leben
Krumschnabel wurde als ältestes von vier Kindern in Kufstein geboren und besuchte dort die Volksschule und das Gymnasium. Nach einem Studium der Rechtswissenschaft an der Universität Innsbruck war er von 1996 bis 2022 als selbstständiger Rechtsanwalt für Zivil- und Strafrecht tätig. Außerdem hat er einige Jahre als Lektor an der Fachhochschule Kufstein unterrichtet.
Sein Interesse für die Politik begann in den 1980er Jahren. Als Student konnte sich Kumschnabel vor allem für den damaligen FPÖ-Bürgermeister Siegfried Dillersberger begeistern. 2001 übernahm er sein erstes Gemeinderatsmandat für "die Parteifreien", nachdem er zwei Perioden als Ersatzgemeinderat fungierte. 2004 kandidierte er am zweiten Listenplatz und war bis 2010 auch als Obmann des Bauausschusses tätig.
Bei der Gemeinderatswahl im Jahr 2010 löste er überraschend den damaligen Bürgermeister Herbert Marschitz nach 18 Jahren in der Stichwahl ab. 2016 schaffte er auf Anhieb die absolute Mehrheit. 2022 musste er sich in der Stichwahl gegen die NEOS-Kandidatin Birgit Obermüller stellen, gegen die er sich mit 69,45 % durchsetzen konnte.

## Privates
Krumschnabel ist mit Andrea Krumschnabel verheiratet, die von 2013 bis 2018 Abgeordnete im Tiroler Landtag war. Gemeinsam haben sie drei leibliche Kinder und ein Pflegekind afrikanischer Wurzeln. Er lebt in Kufstein.